# Leonstein (Gemeinde Grünburg)
Leonstein (bairisch Lestoaⓘ) ist ein Dorf, eine Ortschaft und eine Katastralgemeinde der Gemeinde Grünburg in Oberösterreich. Das Gebiet grenzt im Süden (Steyrdurchbruch) und Westen an Micheldorf, im Osten an Molln und im Norden bei Schloss Leonstein an die Ortschaft Obergrünburg.

## Geschichte

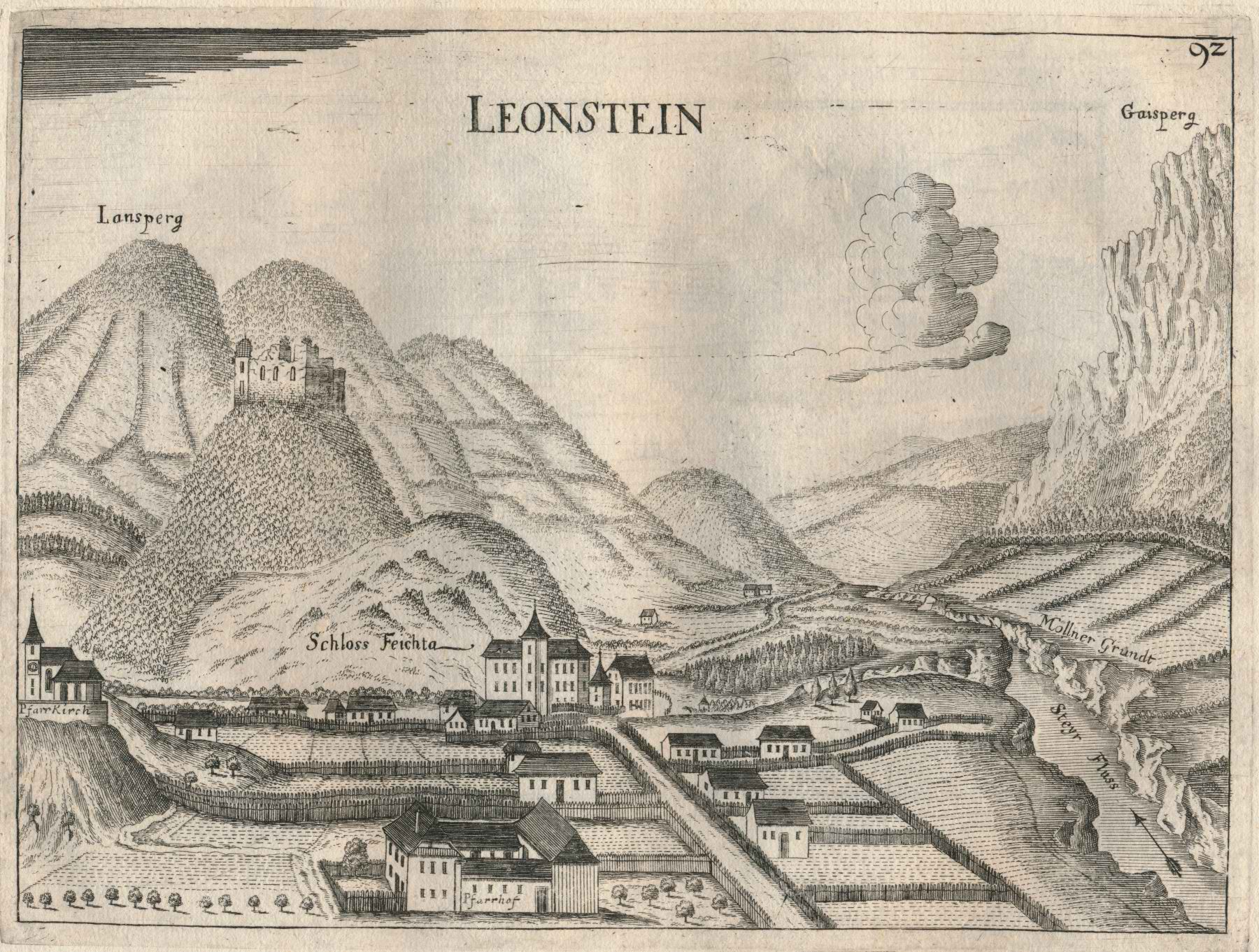
Ansicht aus Vischers Topographia Austriae superioris modernae (erschienen 1674)

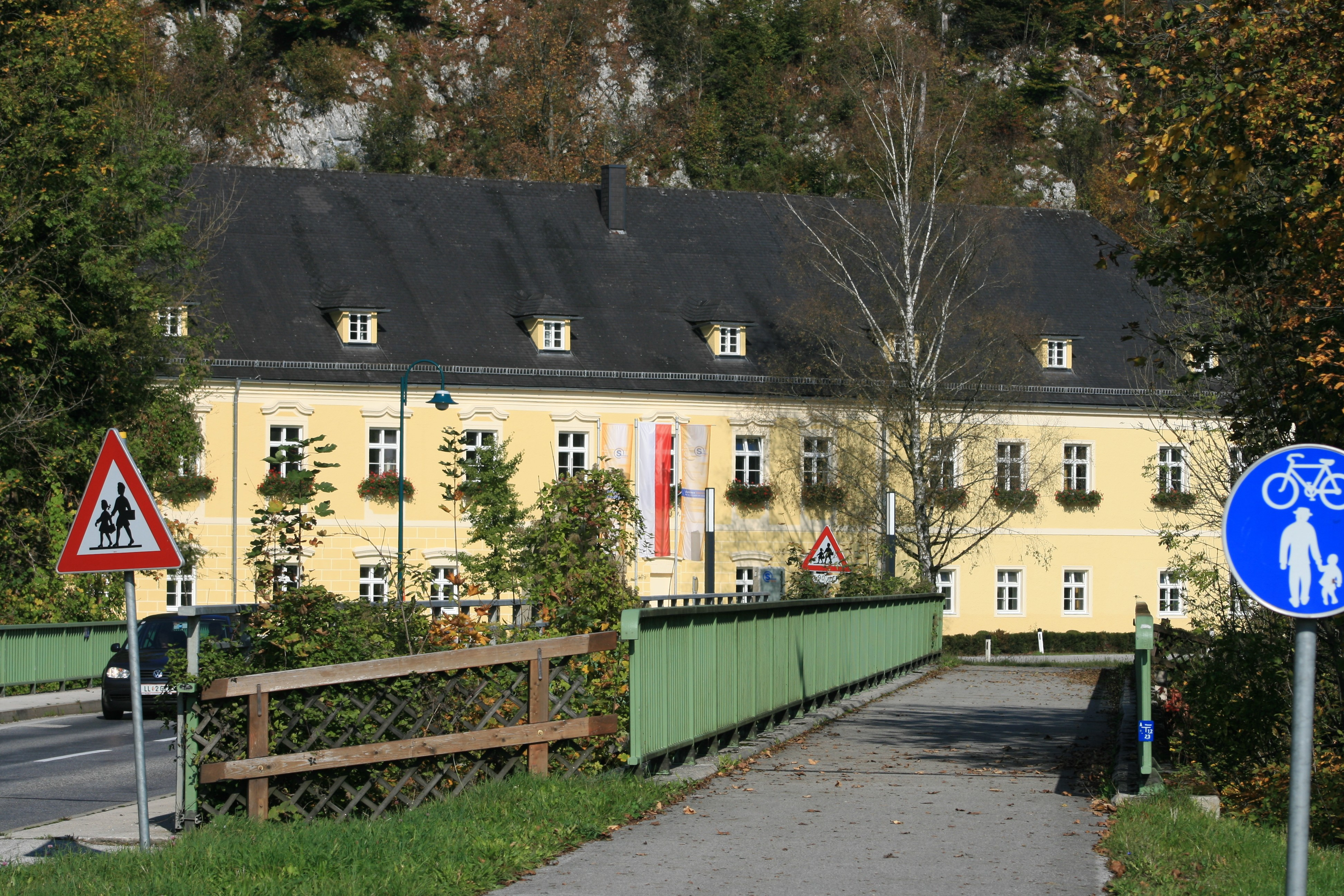
Das namensgebende Schloss Leonstein liegt nördlich des Schmiedleitnerbaches und damit bereits in Obergrünburg

Um 1320 bauten die Rohrer, denen die „Veste Leonstein“ gehörte, eine Kirche im romanischen Stil und eine Friedhofskapelle. Die Kirche war zuerst eine Filialkirche von Syrnicht (Sierning) und ab 1367 unabhängig und eine eigene Seelsorgestation.
1390 wurde die Feste Leonstein von Herzog Albrecht III. belagert und schließlich zerstört, da dort Abgesandte des Salzburger Erzbischofs eingekerkert waren. Damals kam erstmals in Österreich eine Kanone zum Einsatz. Wolfgang von Rohr verkaufte seinen Anteil an der Burg schließlich dem Herzog, der andere Teil gehörte seinem Bruder Wilhelm, der geflohen war. 1397 belehnte Albrecht III. Wolfgang von Rohr wieder. Erhard von Zelking erwarb 1447 von Bernhard von Rohr die Hälfte der Herrschaft. Die Zelkinger errichteten statt des Bauernhauses Feichta das heute noch bestehende Schloss Leonstein. Seit 1945 ist dort ein Landeskinderheim untergebracht.
Seit 1624 war Leonstein im Zuge der Gegenreformation wieder katholische Seelsorgestation und 1628 wanderte der protestantische Freiherr Christoph von Zelking aus. Es folgten die katholischen Herren von Salburg.
Von 1666 bis 1668 war der heute als Kartograf bekannte Georg Matthäus Vischer Pfarrer in Leonstein. Bier wurde seit 1731 unter der gräflichen Herrschaft der Salburger gebraut, die auch die Herrschaft Klaus besaßen. Der letzte Brauereibetrieb in Leonstein schloss 1907. Das heutige Sensenschmiedemuseum (Ensemble Schmiedleithen) liegt zu einem kleinen Teil auch auf Leonsteiner Ortsgebiet, ansonsten direkt an der Grenze in Obergrünburg.

## Name und Lage
Ort und Pfarre sind nach der ehemaligen Burg bzw. dem heutigen Schloss benannt. Noch in der Urkunde zur Pfarrerhebung 1367 heißen Pfarre und Kirche allerdings „Zum heiligen Stephan an der Wienne“. Das erklärt die Bezeichnung des „Wienerweges“ in der Gemeinde Micheldorf, der von Leonstein nach Micheldorf führt. Die südliche Grenze zu Micheldorf (KG Obermicheldorf) verläuft auf dem Talübergang Steyrdurchbruch. Die Grenze zu Molln bildet der Steyrfluss, die nördliche Grenze der Rinnerbach (Schmiedleitnerbach).
Umgangssprachlich wird im oberösterreichischen Dialekt Leonstein „Lestoa“ genannt.

## Bauwerke
Denkmalgeschützte Gebäude
- Pfarrkirche Leonstein: Hambaumstraße 2
- Pfarrhof: Kirchenweg 6
- Bauernhof Hasengütl mit Sgraffiti aus dem frühen 17. Jahrhundert[9]
- Scheiterhütte aus dem Ensemble Schmiedleithen (Freilichtmuseum Schmiedleithen)

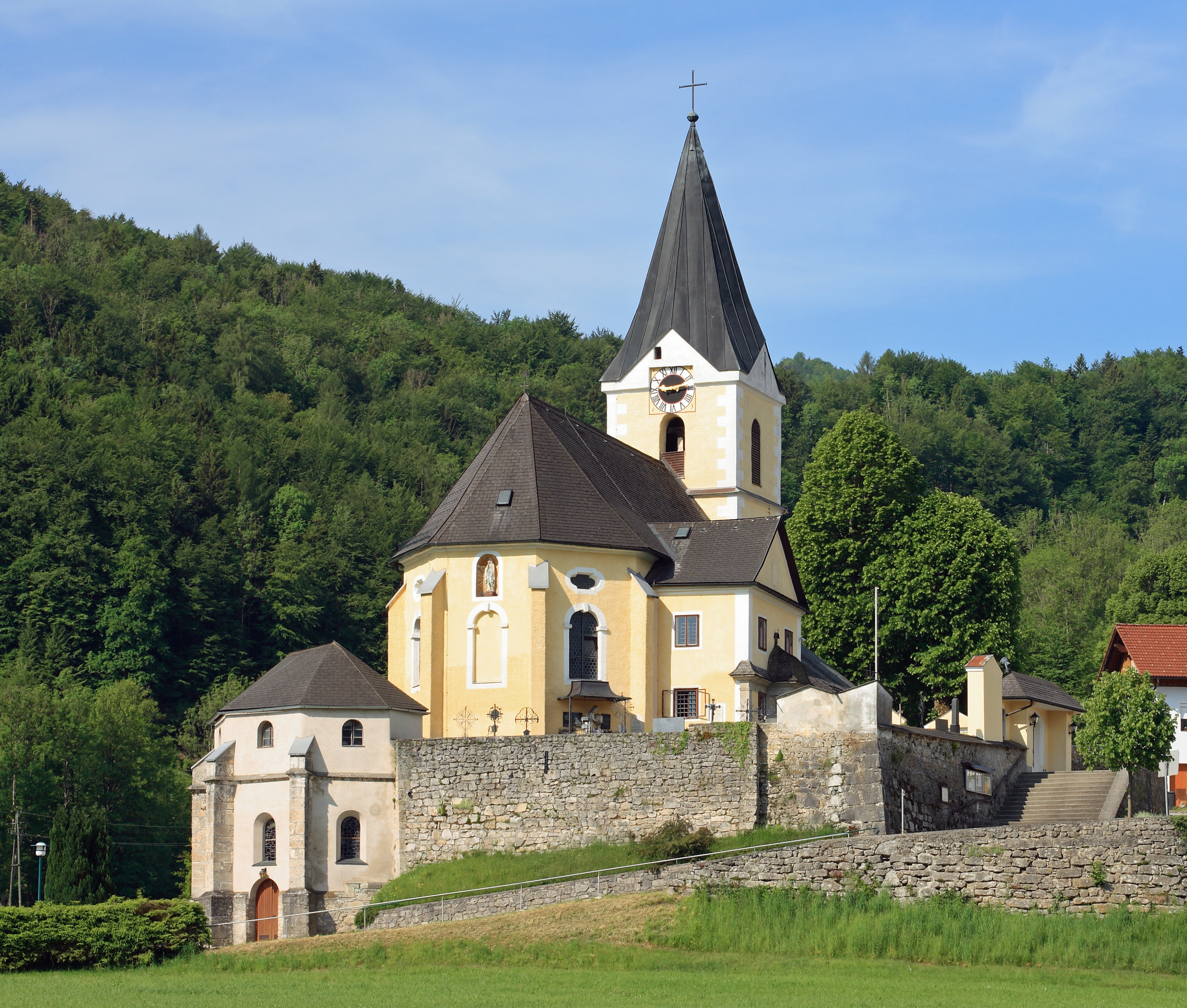
Pfarrkirche
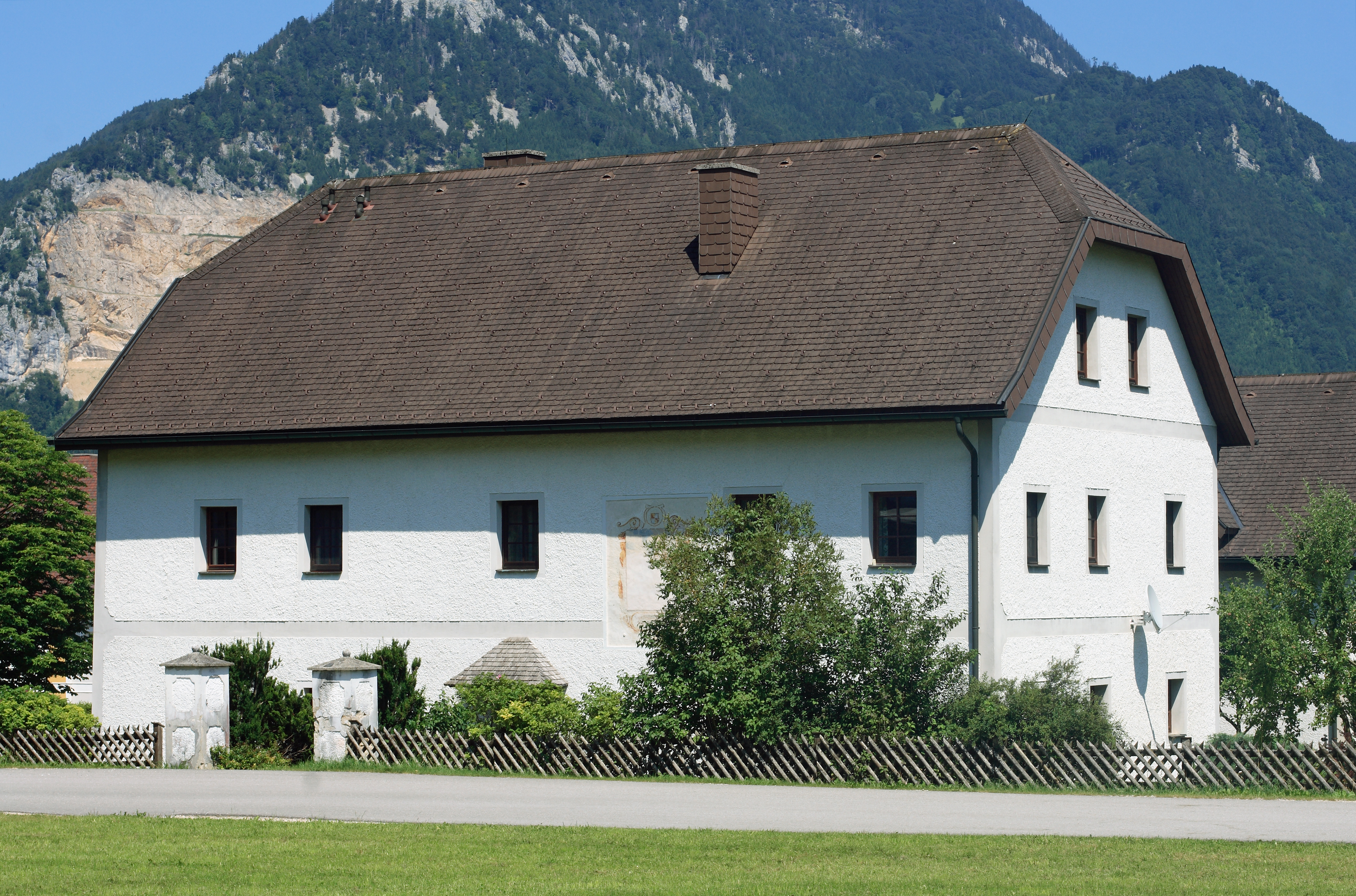
Pfarrhof
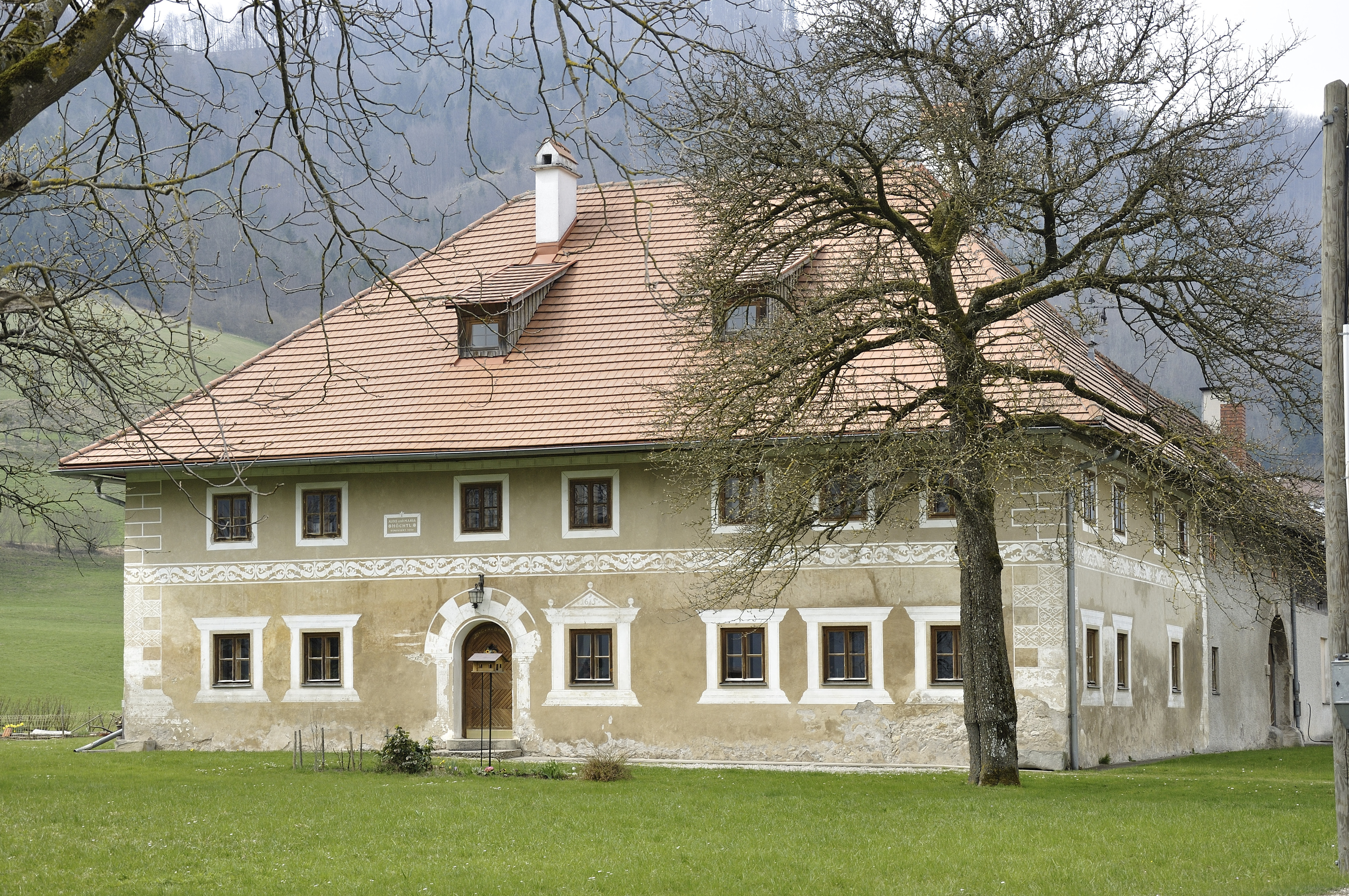
Bauernhof Hasengütl
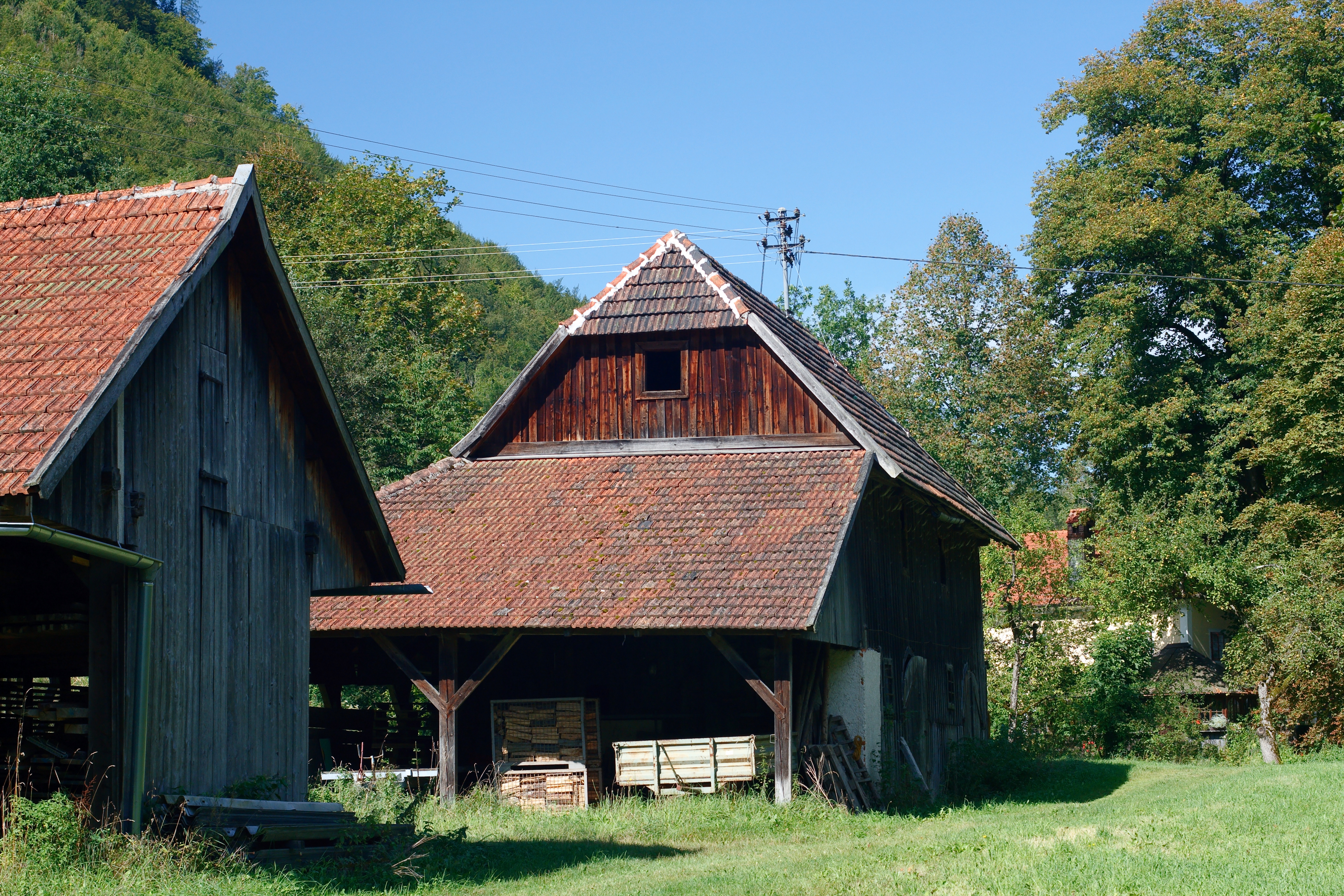
Scheiterhütte

Brücken (ganz oder teilweise im Ortsgebiet)
- Straßenbrücke über den Schmidleithenbach (südlicher Brückenkopf)
- Radwegbrücke über den Schmidleithenbach (ebenso)
- „Römerbrücke“ bei Schloss Leonstein
- Stefaniebrücke bei Molln (westlicher Brückenkopf)
- Plangrabenbrücke des Steyrtalradweges
- Talübergang Steyrdurchbruch (nördlicher Brückenkopf)
- Tiefengrabenbrücke des Steyrtalradweges (ebenso)

## Infrastruktur
- Polizeiinspektion Steyrtal
- Freiwillige Feuerwehr Leonstein
- Landesmusikschule Grünburg
- Volksschule

Das Freibad Leonstein liegt im Ortszentrum unterhalb der Musikschule. Am Radweg nahe Schloss Leonstein, beim Naturfreundehaus befindet sich ein Skaterplatz.

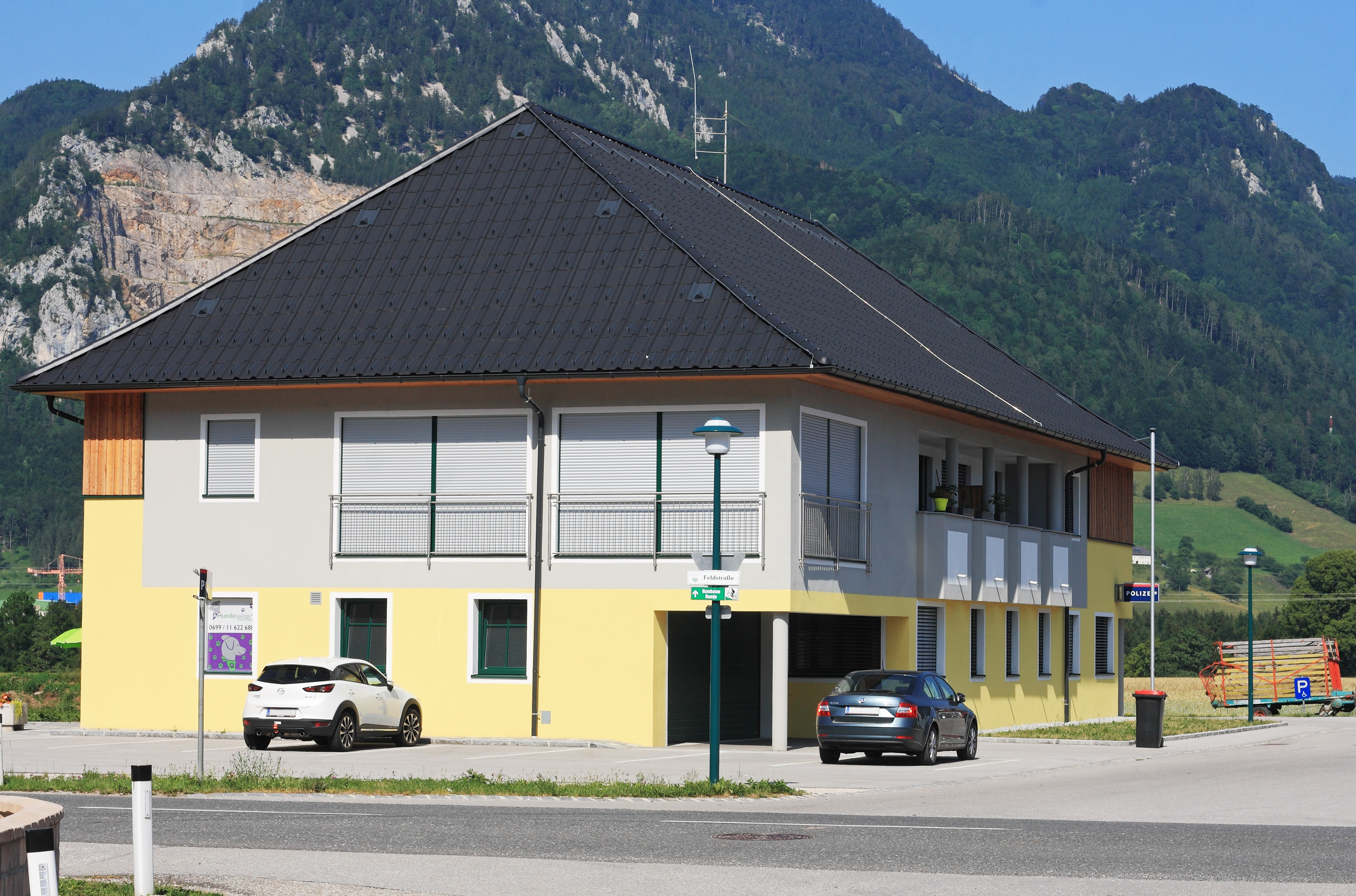
Polizeiinspektion Steyrtal
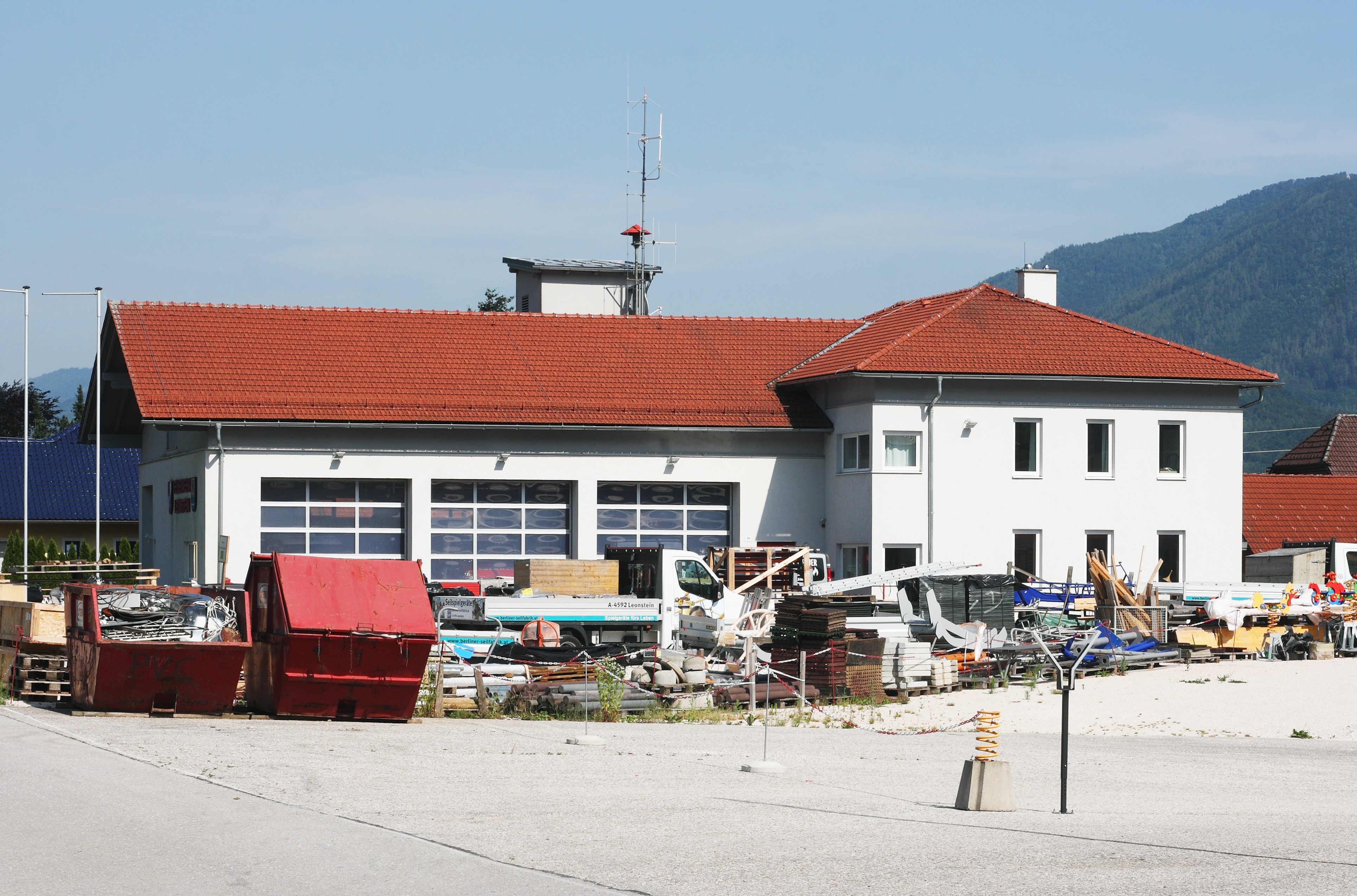
Feuerwehrgebäude
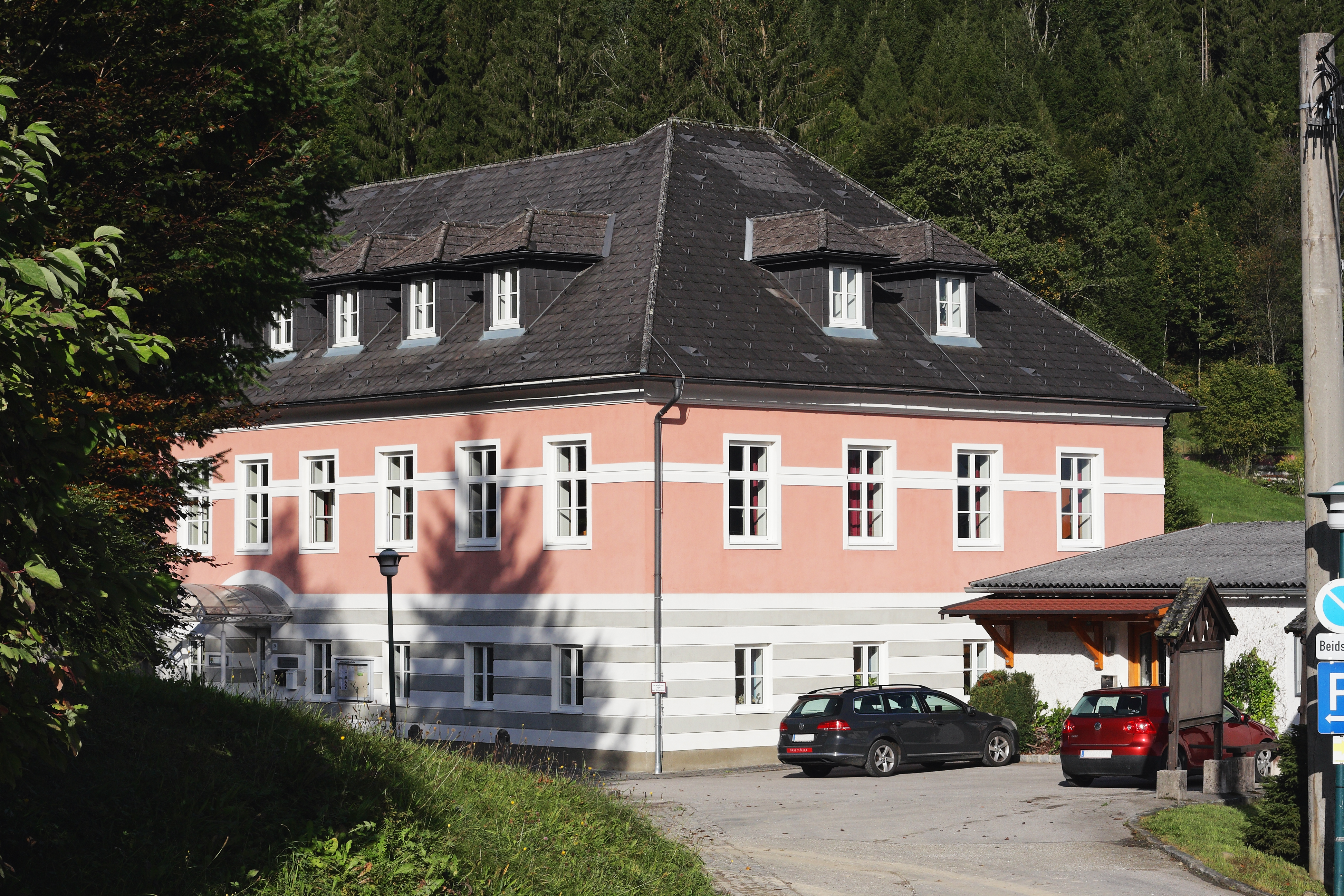
Landesmusikschule Grünburg
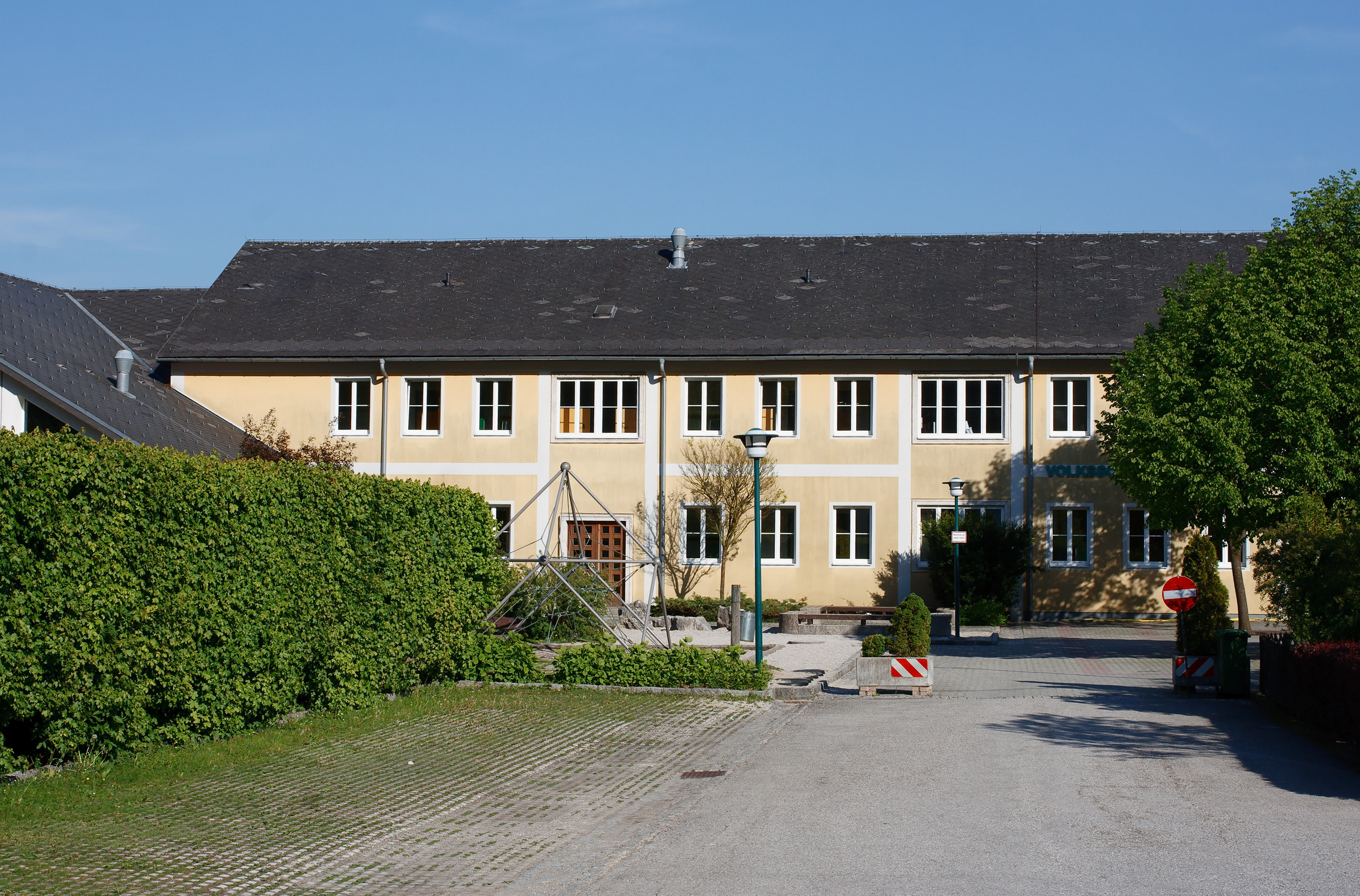
Volksschule

## Verkehr und Energieversorgung
Durch das gesamte Ortsgebiet verlaufen die Steyrtal-Landesstraße B 140 und der Steyrtalradweg. Dieser führt großteils auf der ehemaligen Trasse der Steyrtalbahn.
Das Laufkraftwerk Agonitz an der Steyr bei Flusskilometer 32 besteht seit 1924 und ist seit 1996 im Besitz der Energie AG Oberösterreich. In den Jahren 2003–2004 ließ der neue Eigentümer das Kraftwerk sanieren und größtenteils neu errichten. Dabei wurden zwei Maschinensätze installiert: eine Kaplan-Turbine mit 2550 kW und eine sogenannte Straflo-Matrix-Turbine mit 550 kW. Die Leistung stieg damit von 990 kW auf 3100 kW. Das Kraftwerk erzeugt jährlich 15,8 GWh Strom.

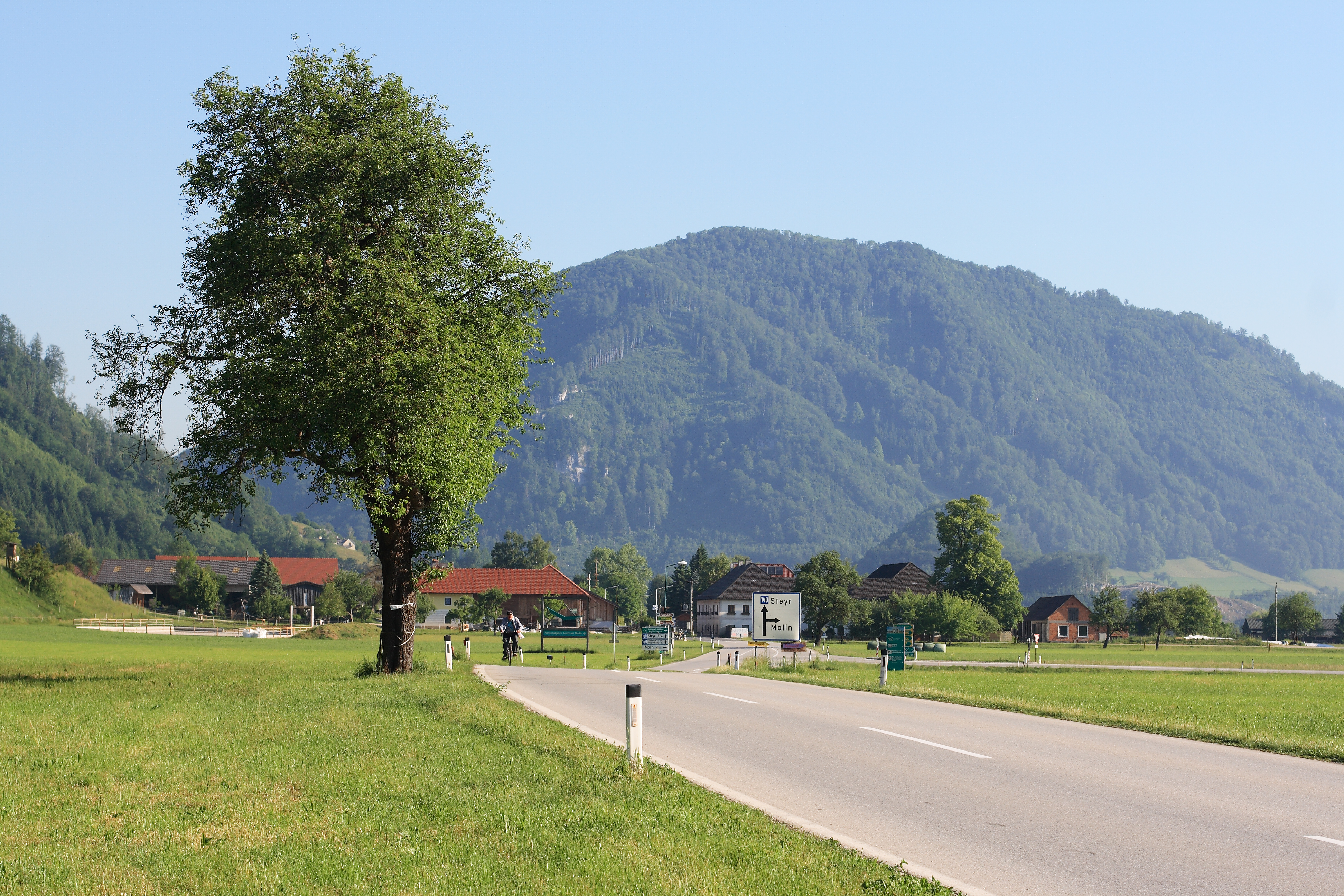
Die Steyrtalstraße kurz vor dem Ortszentrum
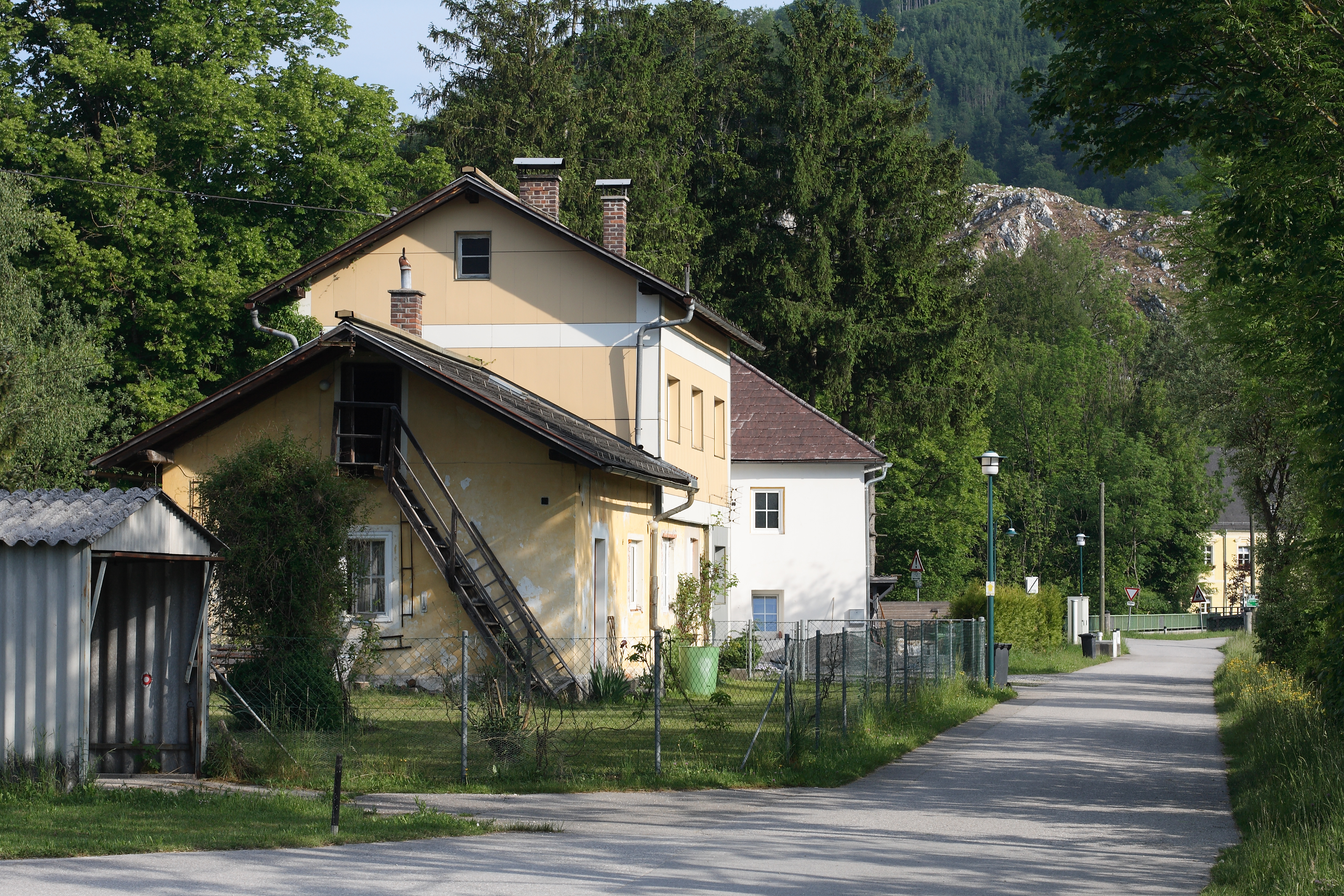
Der ehemalige Bahnhof Leonstein, rechts der Steyrtalradweg
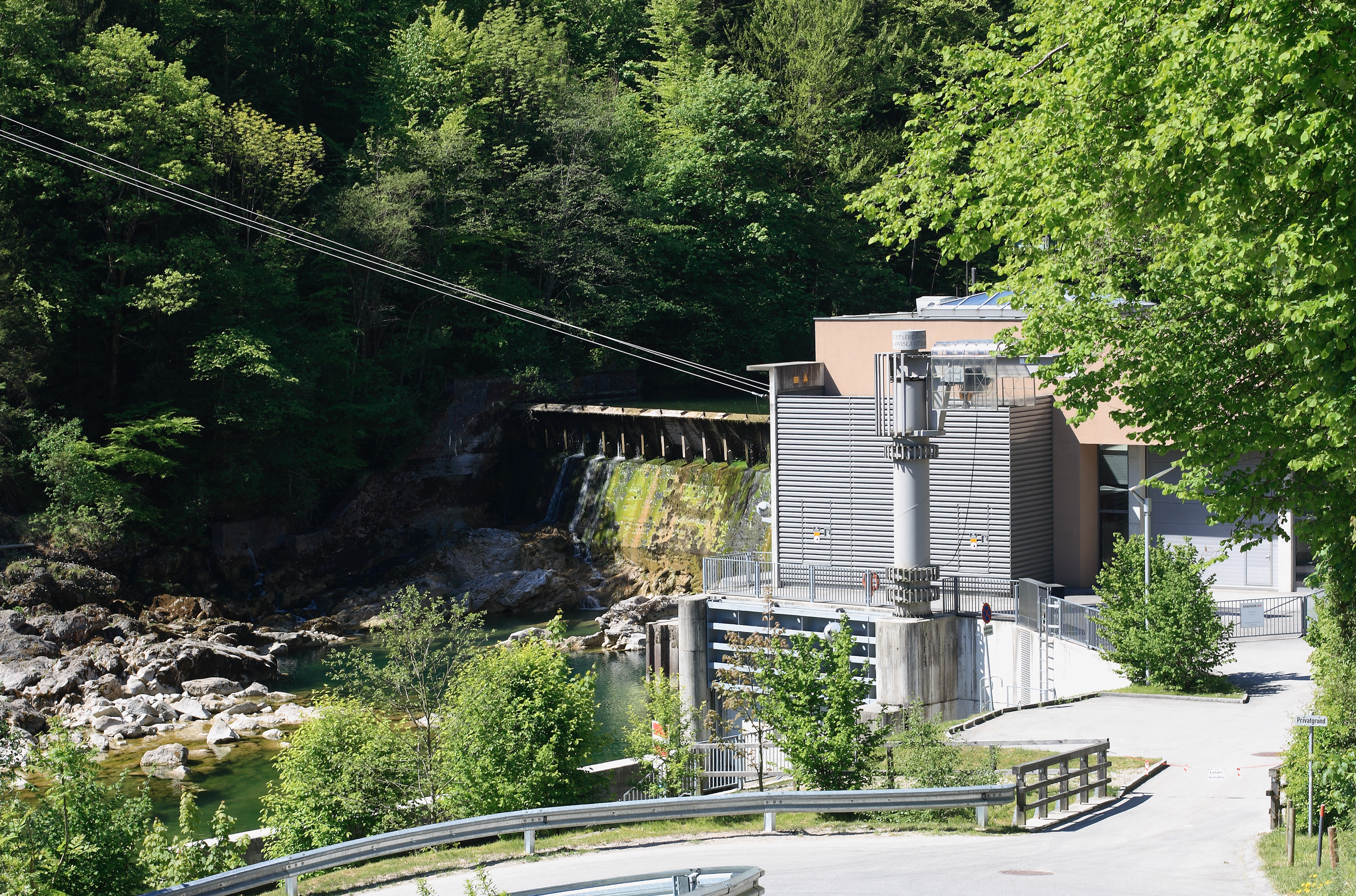
Kraftwerk Agonitz

## Natur
Die westliche Seite des Naturschutzgebietes Steyrschlucht in Leonstein und Obergrünburg liegt vom Kraftwerk Agonitz bis zur Mündung des Rinnerbaches (Schmiedleitnerbach) in Leonstein. Die östliche Seite gehört zu Molln (KG Außerbreitenau und KG Molln).
Die Planwiesen mit großräumigen Halbtrockenrasen- und Schneeheide-Föhrenwäldern sind ebenfalls ein Naturschutzgebiet.

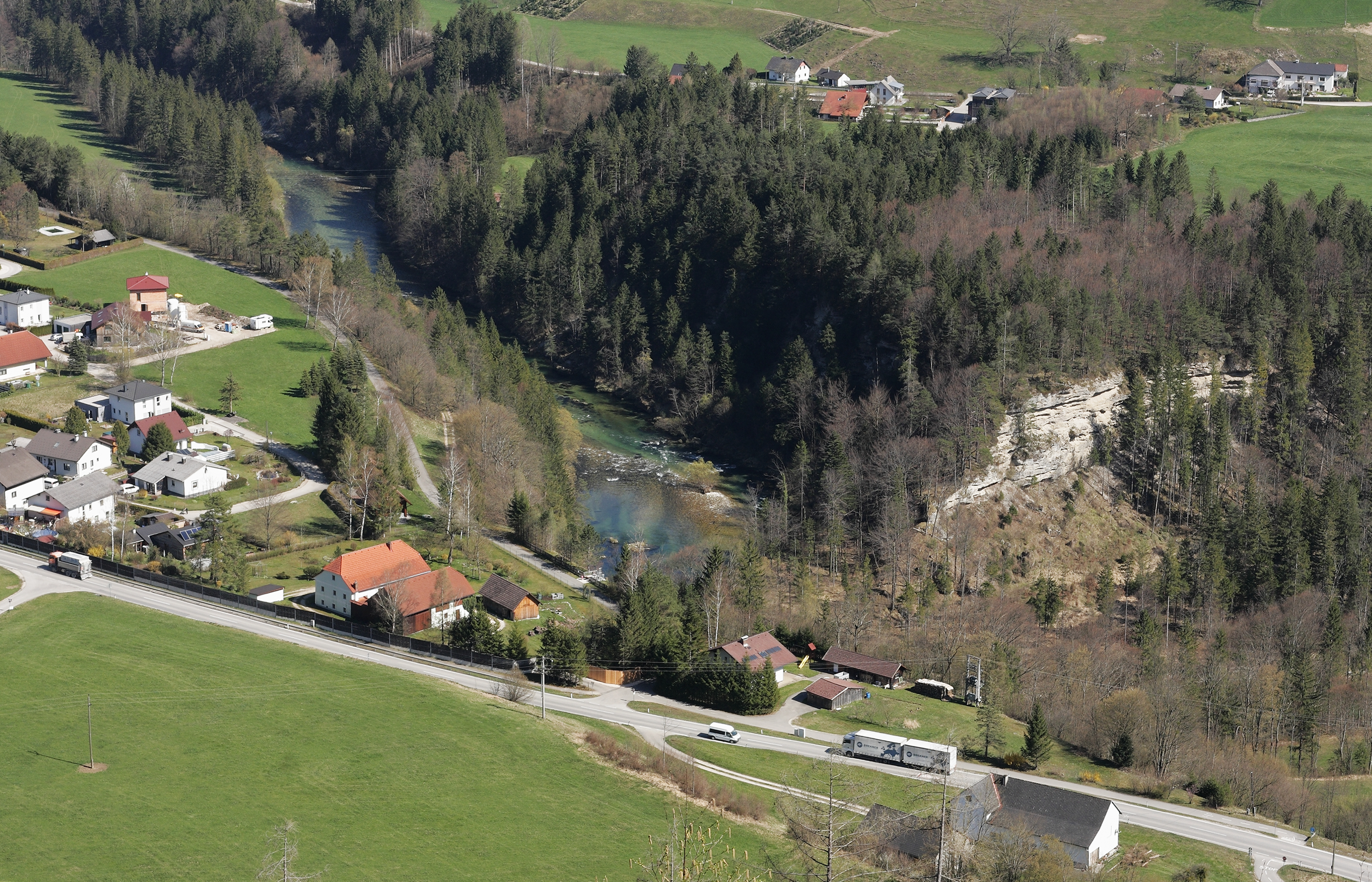
Steyrschlucht nahe Kraftwerk Agonitz (links Leonstein, rechts Molln)
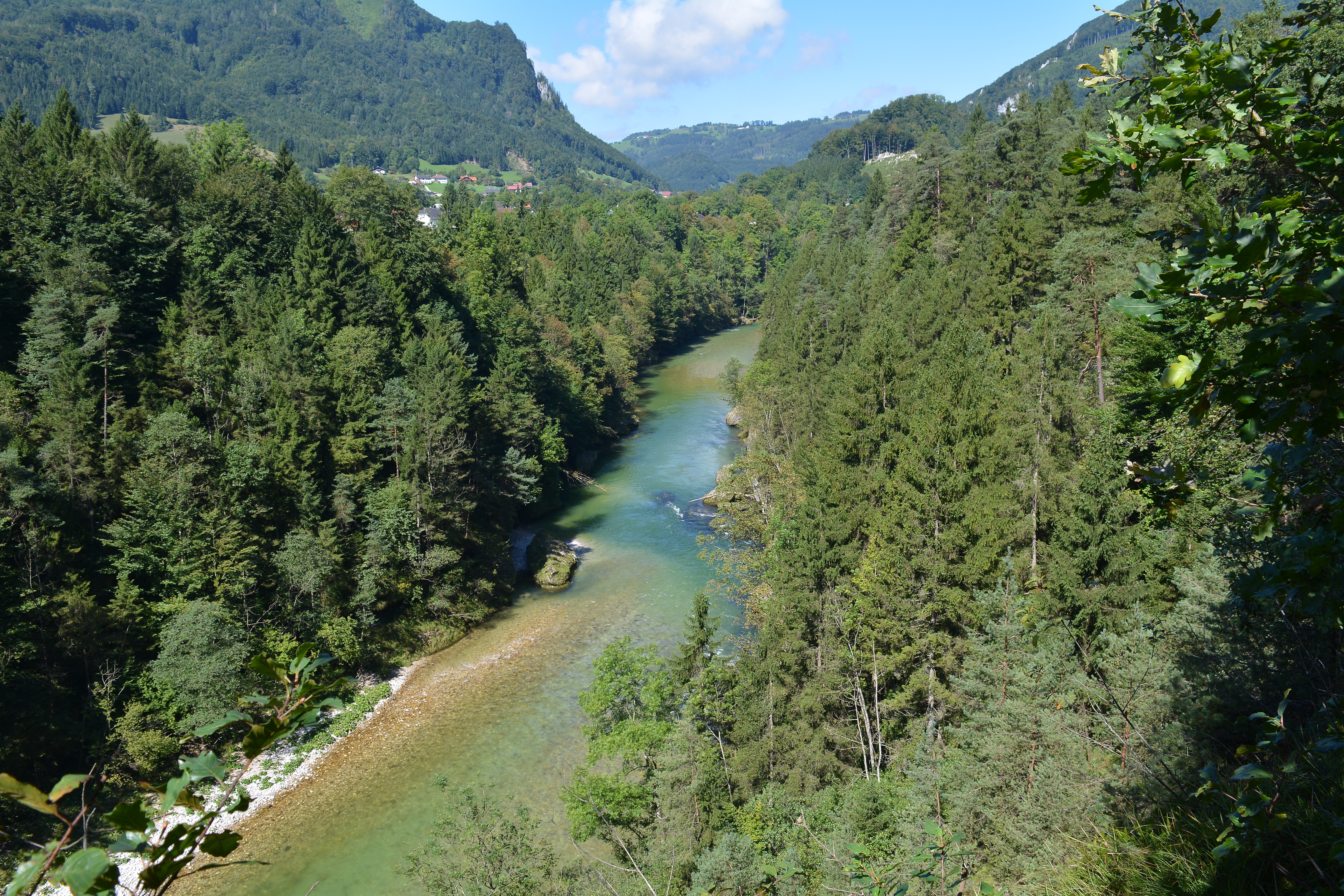
Steyrschlucht auf Höhe des Leonsteiner Ortszentrums (links Leonstein, rechts Molln)
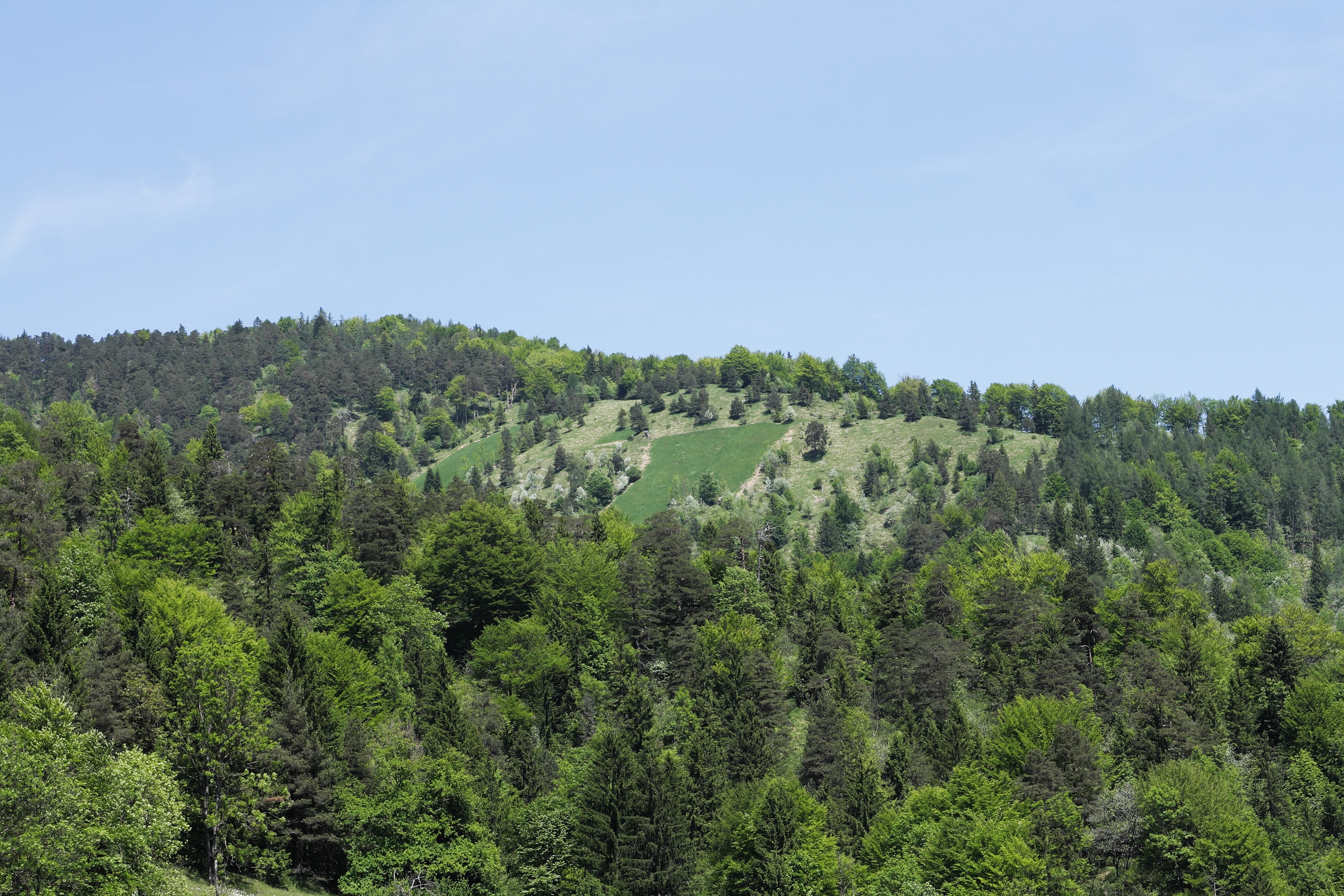
Planwiesen (Blick von bei Steyrdurchbruch)